# Franciscaines missionnaires de Suse
Les franciscaines missionnaires de Suse (en latin : Sororum Franciscalium Missionariarum Segusiensium) est une congrégation religieuse enseignante et hospitalière de droit pontifical.

## Historique
La congrégation est fondée à Suse le 4 octobre 1874 par Edoardo Giuseppe Rosaz (1830-1903) pour gérer une école pour filles pauvres ouverte par Rosaz en 1856. Les premières postulantes sont formées par les filles de Notre Dame de la Miséricorde ; la communauté reçoit l'approbation diocésaine le 2 février 1903.
L'institut affilié le 9 mars 1906 aux capucins, il reçoit le décret de louange le 10 juillet 1934 et ses constitutions religieuses sont définitivement approuvé par le Saint-Siège le 27 juillet 1942.

## Activités et diffusion
Les franciscaines missionnaires de Suse sont dédiées aux soins des malades que ce soit à domicile ou dans les hôpitaux, et à l'éducation des enfants dans les écoles maternelles, écoles primaires et orphelinats. 
Elles sont présentes en :
- Europe : Italie, Albanie, Suisse.
- Amérique : Brésil.
- Afrique: Libye, Mozambique.

La maison généralice est à Suse.
En 2017, la congrégation comptait 105 sœurs dans 20 maisons.